# Oscar Brandon
Oscar Brandon (* 8. August 1971) ist ein Badmintonspieler aus Suriname.

## Sportliche Karriere
Oscar Brandon nahm als erster Badmintonspieler Surinames an Olympia teil. Im Herreneinzel war er bei Olympia 1996 am Start und spielte dort im Erstrundenmatch gegen Jaimie Dawson aus Kanada. Er unterlag mit 5:15 und 4:15 und wurde somit 32.
Oscar Brandon wurde 1998 Sportler des Jahres in Suriname, nachdem er den São Paulo Cup und die Argentina International im Mixed
sowie die Suriname International im Herreneinzel gewonnen hatte. Er war des Weiteren Finalist der Argentina International 1998 im Herreneinzel, der Südamerikameisterschaft im Herrendoppel 1998 und der CAREBACO-Spiele 1998 im Mixed. Er erreichte mit Platz 62 im Jahr 1998 in der Weltrangliste die höchste Platzierung, die je ein Spieler aus Suriname im Badminton je erreicht hat.
Er stand im Halbfinale des Mixeds der CAREBACO-Spiele 2003 und des Herrendoppels der Suriname International 2008.